# Kombissiri
Kombissiri ist eine Stadt und ein dasselbe Gebiet umfassendes Departement in der Region Centre-Sud des westafrikanischen Staates Burkina Faso. Es ist Hauptstadt der Provinz Bazèga und liegt südlich der burkinischen Hauptstadt Ouagadougou an der Fernstraße nach Ghana.
In dem in fünf Sektoren unterteilten Hauptort und den 57 zur Gemeinde zählenden Orten leben 66.342 Menschen.
Sehenswert ist die Moschee Nam Ymi.
Kombissiri war Ende des 19. Jahrhunderts Schauplatz eines Treffens des britischen Leutnants Northcott und des französischen Hauptmanns Arminion, bei dem die beiden Kolonialmächte die Grenze zwischen ihren Territorien besiegelten. Der vor den Franzosen in die britische Kolonie Goldküste geflohene Herrscher über das Mossireich Ouagadougou, hatte sich von diesem Treffen erhofft, mit Hilfe der Briten seine Herrschaft wiedererlangen zu können, was diese ihm zuvor versprochen hatten.

## Persönlichkeiten
- Joseph Conombo (1917–2008), Premierminister von Obervolta/Burkina Faso
- Wenceslas Compaoré (1934–2023), römisch-katholischer Geistlicher und Bischof von Manga